# Shobhana Bhartia
Shobhana Bhartia (4 de janeiro de 1957) é uma empresária indiana. Ela é a presidente e diretora editorial do HT Media, um dos maiores jornais da Índia, que ela herdou de seu pai.
Intimamente associada ao partido do Congresso, Shobhana foi nomeada por Rajya Sabha a câmara alta do parlamento indiano de 2006 a 2012. Em 2016, ela foi listada como a 93ª mulher mais poderosa do mundo pela Forbes. Ela é casada com Shyam Sunder Bhartia, proprietário do Jubilant Bhartia Group, com sede em Noida.

## Biografia
Nascida em uma família Marwari em 4 de janeiro de 1957, Bhartia é filha do industrial e membro do Partido do Congresso KK Birla, e neta de GD Birla, um dos patriarcas da família Birla. A família Birla possuía 75,36% de participação na HT Media, avaliada em Rs 8,34 bilhões em 2004. Ela cresceu em Calcutá e estudou na Loreto House. Ela é graduada pela Universidade de Calcutá e é casada com Shyam Sunder Bhartia, presidente da empresa farmacêutica de Rs 14 bilhões, Jubilant LifeScience (um spin-off da empresa química anterior Vam Organics). Shyam Sunder Bhartia é filho do falecido Mohan Lal Bhartia. Eles tem dois filhos, Priyavrat Bhartiya, nascido em 4 de outubro de 1976, e Shamit Bhartiya, nascido em 27 de abril de 1979. Seu filho Shamit Bhartia também é diretor do grupo HT Media e cuida de outros negócios, como a franquia Domino's Pizza. Em 2013, Shamit Bhartia casou-se com Nayantara Kothari, filha de Bhadrashyam Kothari, um industrial de Chennai, filha de Dhirubhai Ambani.

## Careira

### Carreira na mídia
Bhartia ingressou no Hindustan Times em 1986, aos 29 anos, diretamente como CEO. Ela foi a primeira mulher executiva-chefe de um jornal nacional e provavelmente uma das mais jovens. Ela é considerada uma das forças por trás da transformação do Hindustan Times "em um jornal jovem e brilhante". Ela cuida dos aspectos editoriais e financeiros, e é creditada com o levantamento de Rs. 4 bilhões através de um lançamento de capital público da HT Media em setembro de 2005.
Ela recebeu o prêmio Líder Global do Amanhã do Fórum Econômico Mundial (1996). Ela também recebeu os prêmios Melhor Empresária do Ano (2001) pela PHD Chamber of Commerce & Industry, Prêmio Nacional de Imprensa da Índia (1992), Mulher de Negócios do The Economic Times Awards (2007).  Ela foi nomeada uma das 50 mulheres notórias pela Forbes Asia e recebeu o Prêmio Mulheres da Década em Delhi (2013) da ASSOCHAM Ladies League em reconhecimento por sua excelência na construção de nações por meio de mídia e liderança.

### Carreira política
Shobhana foi uma das primeiras indicadas ao prêmio Padma Shri em 2005. O prêmio foi concedido ao jornalismo. No ano seguinte, em fevereiro de 2006, Shobhana foi nomeada para o Rajya Sabha, a câmara alta do parlamento, por recomendação da Aliança Progressista Unida, liderada por Sonia Gandhi. A nomeação, reservada a personalidades eminentes das áreas da literatura, ciência, arte e serviço social, foi contestada no Supremo Tribunal da Índia sob a alegação de que ela era uma "baronesa da mídia" e não jornalista, e que era politicamente filiado ao Congresso Nacional Indiano. No entanto, o tribunal rejeitou o recurso na própria fase de admissão, dizendo que o escopo do "serviço social" era amplo o suficiente para incluí-la. Ela apresentou "O Casamento Infantil (Abolição) e Lei de Provisões Diversas, 2006". Entre seus amigos íntimos estava o político do BJP Arun Jaitley.